# Auguste de Toulgoët
Pour les articles homonymes, voir Toulgoët.
Auguste de Toulgoët, né le 28 juillet 1816 à Quimper et mort le 7 août 1879 à Paris, est un militaire, puis journaliste et haut fonctionnaire français.

## Biographie

### Origine, formation et carrière militaire
Né à Quimper le 28 juillet 1816, Augustin-Charles-Marie Le Goazre de Toulgoët, dit Auguste de Toulgoët, est le fils de Thérèse-Jeanne-François Duhaffont (ou du Haffont) et d'Augustin-Joseph-Marie Le Goazre de Toulgoët (1785-1841), officier de gendarmerie, ancien maire de Gouesnach, et fils d'un cousin de l'ancien député du Finistère Augustin Le Goazre de Kervélégan. Auguste est le frère aîné d'Eugène de Toulgoët et le cousin d'Émile de Toulgoët-Tréanna.
Le 27 octobre 1835, Auguste est admis à Saint-Cyr. Il aurait servi en Algérie. Le 13 avril 1841, il est nommé lieutenant au sein du 69e régiment d'infanterie de ligne, stationné à Courbevoie. C'est dans cette ville que sa compagne, Adèle-Félicité Pillafort (1818-1885), donne naissance à son fils, Augustin-Joseph-Louis-Marie.
Affecté vers 1844 au 34e régiment d'infanterie de ligne à Strasbourg, il est promu au grade de capitaine. Il démissionne cependant de l'armée très peu de temps après, en juillet 1845.

### Vie à Strasbourg
Le second fils d'Auguste, Augustin-Louis-Marie, naît à Strasbourg le 2 septembre 1845 mais meurt deux jours plus tard. Le 16 octobre 1845, Auguste épouse sa compagne, Adèle-Félicité Pillafort, fille d'un sous-chef de division à la préfecture du Bas-Rhin. Selon Paul Muller, Auguste aurait été employé par la même institution jusqu'en mars 1848, mais il est simplement mentionné en tant que « propriétaire » dans les actes d'état civil rédigés à Strasbourg.
Auguste et son épouse ont la douleur de perdre deux autres enfants, Jeanne-Marie, morte avant son premier anniversaire en 1848, et Julien-Joseph-Louis-Marie, mort dans sa troisième année en 1849.

### Activités militantes et journalistiques sous la Deuxième République
Après la Révolution de 1848, Auguste Toulgoët, adjudant-major de la garde nationale, se mêle aux éléments les plus avancés du parti républicain de Strasbourg et délaisse sa particule.
Inspiré par le socialisme fouriériste, il publie une brochure politique (Masques et visages, ou les socialistes et leurs adversaires en face de la Constitution, 1848), fréquente un club phalanstérien et rédige, plusieurs articles, qualifiés de « tartines » par Émile Erckmann, pour Le Démocrate du Rhin, organe des democrates-socialistes bas-rhinois.
Aux côtés de ces derniers, menés par Émile Küss, le citoyen Toulgoët prend part à l'agitation d'extrême gauche qui secoue la capitale alsacienne au lendemain de la Journée révolutionnaire du 13 juin 1849. Arrêté dans les jours suivants et incarcéré à la maison d'arrêt de Strasbourg, il est jugé le 22 octobre à Metz, par la cour d'assises de la Moselle, qui acquitte l'ensemble des accusés.
Le 26 mai 1850, Toulgoët joue un rôle important lors du « conclave » socialiste réuni à Strasbourg pour désigner un candidat en vue de l'élection législative partielle provoquée par la démission du député Goldenberg. Il y prend longuement la parole en faveur d'Émile de Girardin, directeur du journal La Presse, qui est ainsi investi candidat par 45 voix sur 80 votants. Après avoir pris une part active à la campagne électorale victorieuse de Girardin, il suit ce dernier à Paris et rejoint la rédaction de La Presse. Son nom, à nouveau doté de sa particule, est imprimé dans le bandeau du quotidien dès le 12 octobre 1850.

### Haut fonctionnaire du Second Empire
Auguste de Toulgoët, qui démissionne de la Presse le 12 décembre 1851, dix jours après le coup d’État bonapartiste, arrive à se frayer un chemin au sein des relations complexes et ambivalentes qui existent entre Girardin et Louis-Napoléon Bonaparte.
Il est ainsi nommé sous-préfet de l'arrondissement de Marmande dès le 9 mai suivant. Il reste à ce poste jusqu'au 18 décembre 1856, date à laquelle il est muté à la sous-préfecture de Villefranche-de-Rouergue.
Le 27 octobre 1858, il est nommé préfet du département de Constantine, en Algérie. À l'occasion de la visite de l'empereur, en 1860, il est nommé chevalier de la Légion d'honneur. Ses fonctions prennent fin le 12 décembre suivant, peu de temps après la suppression du ministère de l'Algérie et des Colonies : il est alors mis en non-activité.

### Dernières années

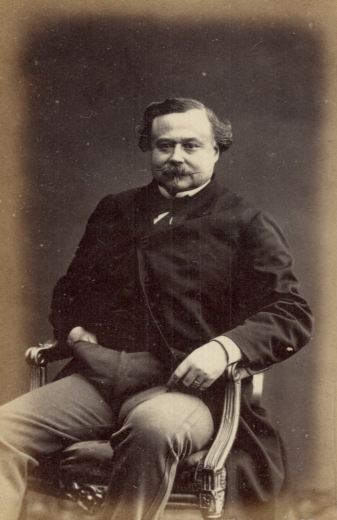
Portrait d'Auguste de Toulgoët par Jean-Marie Bérot (1865)

À partir de la fin de l'année 1862, au moment où Girardin reprend la direction de La Presse, Auguste de Toulgoët reprend sa collaboration à son ancien journal et y entreprend une série d'articles sur la colonisation de l'Algérie. Dans son papier du 31 mars 1863, il considère que l'Algérie, trop coûteuse pour la France en moyens financiers et humains, devrait devenir autonome voire indépendante, sous la direction d'Abdelkader. Cette conclusion, qui développe et dépasse les projets impériaux d'un royaume arabe, est combattue dans La France par Joseph Cohen.
Le 20 novembre 1865, il démissionne une seconde et dernière fois de La Presse, jugeant que cette feuille s'engage « dans une voie où [son] expérience administrative et [ses] convictions [...] ne [lui] permettent pas de la suivre ». Il rejoint ensuite la rédaction de L’Étendard, un nouveau journal officieux du régime, fondé par Auguste Vitu en juin 1866 et qui cesse de paraître en 1869.
Toulgoët se consacre ensuite aux affaires, en intégrant le conseil d’administration de l'Union métallurgique de France et celui de l'Omnibus du travailleur.
Au début de la Troisième République, Auguste de Toulgoët collabore encore à un journal bonapartiste, L'Ordre.
Hospitalisé à la maison de santé Dubois (actuel hôpital Fernand-Widal), il y meurt le 7 août 1879.